# Marie-Claire Mendès France
 (novembre 2021).
Si vous disposez d'ouvrages ou d'articles de référence ou si vous connaissez des sites web de qualité traitant du thème abordé ici, merci de compléter l'article en donnant les références utiles à sa vérifiabilité et en les liant à la section « Notes et références ».
Pour les autres membres de la famille, voir Famille Servan-Schreiber.
Pour les articles homonymes, voir Mendès France (homonymie).
Marie-Claire Mendès France est une journaliste et femme de presse française née Marie-Claire Servan-Schreiber le 3 avril 1921 à Paris, ville où elle est morte le 28 juin 2004. 

## Biographie
Marie-Claire Mendès France est la fille de Robert Servan-Schreiber, cofondateur avec son frère Émile Servan-Schreiber du journal Les Échos, et de Suzanne Crémieux, ancienne sénatrice radicale du Gard.
Diplômée d'État d'assistance sociale, elle débute dans le journalisme en 1944. 
Le 17 juillet 1946, elle épouse en l'église Saint-Pierre-de-Chaillot à Paris le comte Jacques Claret de Fleurieu - qui la quittera quatre ans plus tard - avec lequel elle aura deux enfants : le 2 juillet 1948 Nathalie qui épouse Jérôme Duhamel (1948-1971) fils du ministre Jacques Duhamel, qui fut longtemps attachée de presse de François Mitterrand et le 31 décembre 1950 Jean-René Claret de Fleurieu, qui sera le second mari d'Agnès Troublé.
Elle devient directrice de la publicité à L'Express en 1958. Maîtresse de Pierre Mendès France, ce dernier demande[Quand ?] au fondateur du journal Jean-Jacques Servan-Schreiber de soutenir la candidature de la jeune femme à la tête des Échos contre Émile Servan-Schreiber, ce qui entraîne une guerre de succession familiale, la rupture entre "JJSS" et Mendès France, et le départ de Marie-Claire de L'Express.
Elle devient par la suite administratrice-directrice adjointe des Échos en 1958, puis présidente-directrice générale en 1963, et directrice de la publicité de 1964 à 1970. Entre-temps, elle a été également, de 1958 à 1963, directrice de la publicité de l'hebdomadaire L'Express, fondé par son cousin Jean-Jacques Servan-Schreiber.
Jacques Claret de Fleurieu étant décédé en 1965, six ans plus tard elle épousa civilement - et secrètement - à Montfrin (Gard) le 2 janvier 1971 Pierre Mendès France, veuf de Lily Cicurel depuis 1967, qu'elle avait rencontré en 1955 et dont elle partageait la vie depuis 1956.
Les dernières années de sa vie furent passées entre son appartement familial de l'avenue Montaigne (Paris) et le château de Montfrin.
Fin 1965, Marie-Claire Mendès France consacre ses indemnités de licenciement de l'hebdomadaire L'Express au rachat à son frère et sa sœur du domaine familial de Montfrin, afin d'éviter son démembrement.

## Divers
- Présidente de l’Institut Pierre-Mendès-France, qu’elle a fondé en 1985.
- Officier de la Légion d’honneur
- Présidente du Comité français du Centre international pour la paix au Proche-Orient de 1983 à 1997
- En 1991, Mme Mendès France avait démissionné de son poste d’administratrice de la société des lecteurs du journal Le Monde, à la suite de la publication dans le quotidien d’un article de Jean-Marie Le Pen, président du Front national.

## Publications
- L'Esprit de liberté, avec Catherine David, Presses de la Renaissance, 1992  (ISBN 2856166547)
- Sarah au bout de l'enfer, avec Patrick Girard, Hachette, 1996  (ISBN 2012370675)